# Saint-Georges-de-Montaigu
 Saint-Georges-de-Montaigu  es una población y comuna francesa, en la región de Países del Loira, departamento de Vendée, en el distrito de La Roche-sur-Yon y cantón de Montaigu.

## Demografía
| 1886 | 1912 | 2072 | 2417 | 2769 | 3176 |
| Para los censos de 1962 a 1999 la población legal corresponde a la población sin duplicidades (Fuente: INSEE [Consultar]) |      |      |      |      |      |